# Arnoud II van Benschop

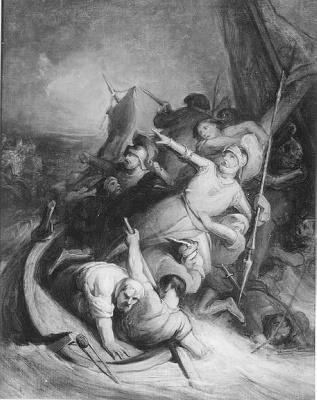
Jan van Renesse, Arnoud van Benschop en hun metgezellen verdrinken in de Lek in 1304. Schilderij van Antonie F. Zurcher.

Arnoud II van Benschop ook wel "Arnoldus of Aernt de Benscoep" (± 1262 - 16 augustus 1304) was heer van Benschop en ambtsman van Polsbroek. Hij was in een kleine rol betrokken bij het ontvoeringscomplot op graaf Floris V van Holland in juni 1296.

## Levensloop
Hij was een zoon van Arnoud van Amstel en Jenne of Johanna van IJsselstein. Na het overlijden van zijn vader in 1291 kreeg hij de goederen van Benschop en deels Polsbroek, zijn broer Gijsbrecht kreeg IJsselstein en ook een deel van Polsbroek. Arnoud werd opgeleid aan het grafelijke hof als "knape" en nam onder zijn oom Gijsbrecht IV van Amstel deel aan het complot om Floris V van Holland te ontvoeren. Melis Stoke noemt Arnoud van Benschop als derde persoon die de graaf van Holland opwacht in de stadsweide buiten de stad Utrecht op 23 juni 1296, het is ook Arnoud die de sperwer uit de hand van de graaf pakt waarna deze gevangen wordt genomen en naar het kasteel van Muiden werd gebracht. Nadat het complot uitkomt en de plaatselijk bevolking ingrijpt, vlucht Arnoud van Benschop met Gerard Kraaijenhorst, Willem van Zaanden, Willem van Teijlingen en Gerard van Velsen, die de graaf om het leven heeft gebracht, naar Kasteel Kronenburg.
Van 28 juni tot 15 augustus 1296 werd kasteel Kronenburg belegerd, het was aan Dirk Loef van Kleef en Gijsbrecht van IJsselstein te danken dat Arnoud van Benschop gevangen werd genomen en later zijn vrijheid kreeg. Dit tot in tegenstelling van Gerard van Velsen die werd geradbraakt in Leiden en Gerard van Kraaijenhorst die onthoofd werd. Arnoud vlucht daarna naar Brabant, waar hij in oktober 1297 vermoedelijk in Den Bosch verbleef en vervolgens naar Vlaanderen waar meerderen samenzweerders onderduiken. In Vlaanderen sluit hij zich aan bij Jan III van Renesse, die inmiddels een vazal van Gwijde van Vlaanderen was geworden. De Vlaamse graaf maakte plannen om het graafschap Zeeland te veroveren. In 1303 werd dit ook een feit met het beleg van Zierikzee, Jan van Renesse en Arnoud van Benschop trekken vervolgens in de zomer van 1304 met 600 Zeeuwse en Vlaamse soldaten in bootjes naar Gouda. Er volgt in Utrecht een geheime ontmoeting met o.a. Herman VI van Woerden, echter worden Arnoud en Jan van Renesse ontdekt en moeten ze vluchten voor de soldaten van de bisschop van Utrecht. Bij het oversteken van de Lek bij Beusichem met boten raken Van Benschop en zijn metgezellen verstrikt in het slechte weer en verdrinken in de rivier op 16 augustus 1304.